# Плугонвер
Плугонве́р (фр. Plougonver, брет. Plougonveur) — коммуна во Франции, находится в регионе Бретань. Департамент — Кот-д’Армор. Входит в состав кантона Каллак. Округ коммуны — Генган.
Код INSEE коммуны — 22216.

## География
Коммуна расположена приблизительно в 430 км к западу от Парижа, в 135 км западнее Ренна, в 50 км к западу от Сен-Бриё.

## Население
Население коммуны на 2016 год составляло 733 человека.
| 1962 | 1968 | 1975 | 1982 | 1990 | 1999 | 2008 | 2016 |
| ---- | ---- | ---- | ---- | ---- | ---- | ---- | ---- |
| 1548 | 1374 | 1155 | 998  | 868  | 768  | 702  | 733  |

## Администрация
| Период | Период | Фамилия         | Партия | Примечания |
| ------ | ------ | --------------- | ------ | ---------- |
| 2001   | 2008   | Жан Пьоло       |        |            |
| 2008   |        | Кристиан Прижан |        | фермер     |

## Экономика
В 2007 году среди 399 человек в трудоспособном возрасте (15—64 лет) 267 были экономически активными, 132 — неактивными (показатель активности — 66,9 %, в 1999 году было 63,8 %). Из 267 активных работали 238 человек (136 мужчин и 102 женщины), безработных было 29 (13 мужчин и 16 женщин). Среди 132 неактивных 28 человек были учениками или студентами, 59 — пенсионерами, 45 были неактивными по другим причинам.

## Достопримечательности
- Церковь Св. Петра (XVI век). Исторический памятник с 1926 года[3]
  - Бронзовый колокол (1633 год). Исторический памятник с 1942 года[4]
  - Статуя Св. Жермена (XVI век). Высота — 170 см. Исторический памятник с 1988 года[5]
- Часовня Св. Тудвала (XV век)

## Фотогалерея

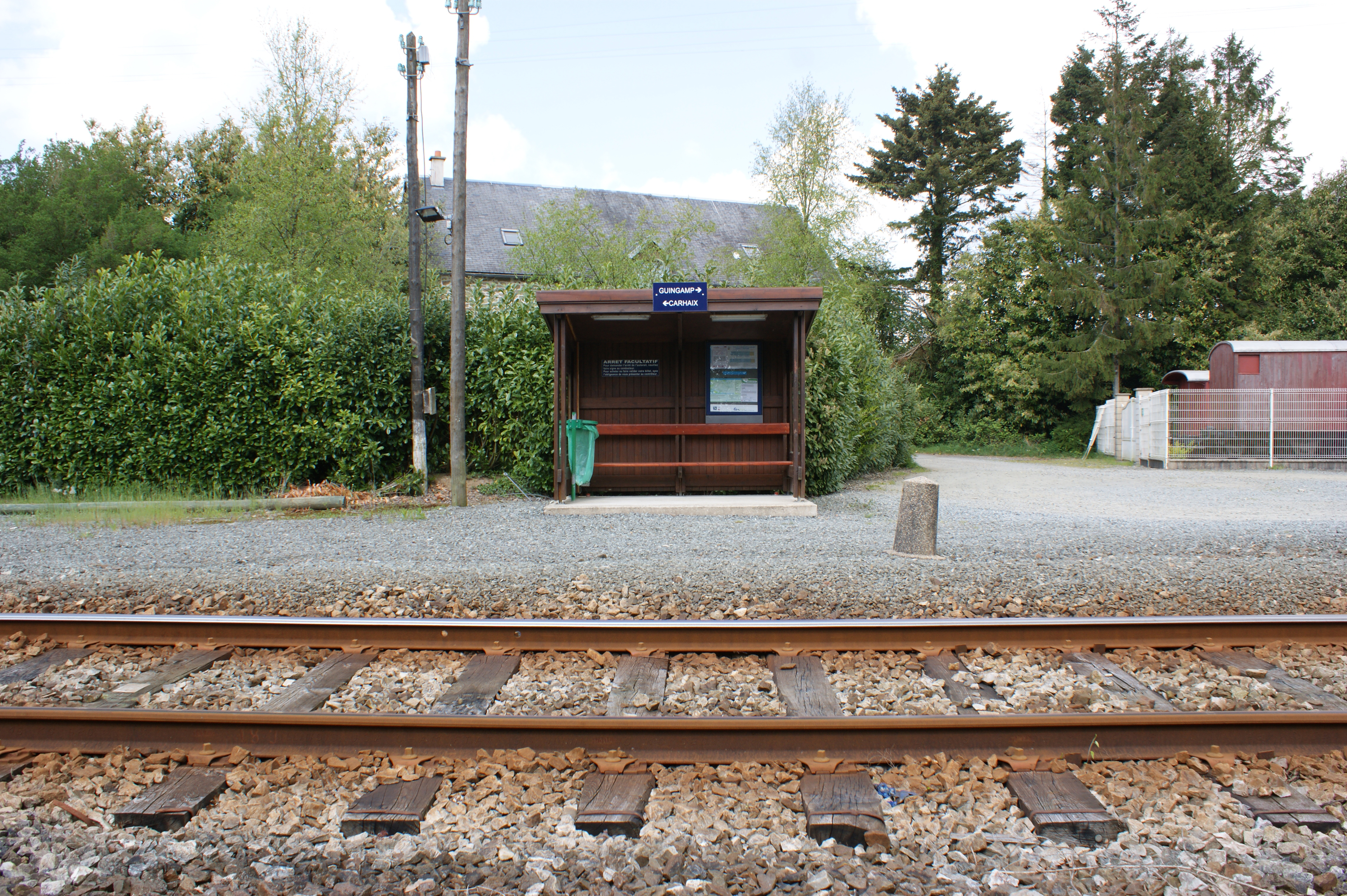
Вокзал
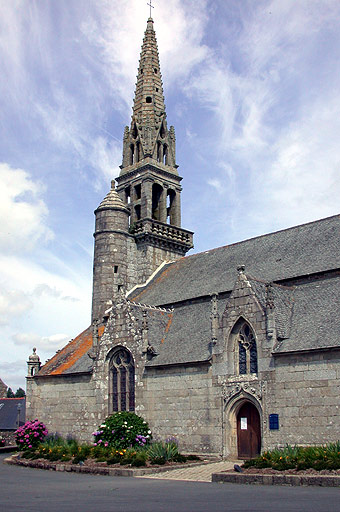
Церковь Св. Петра
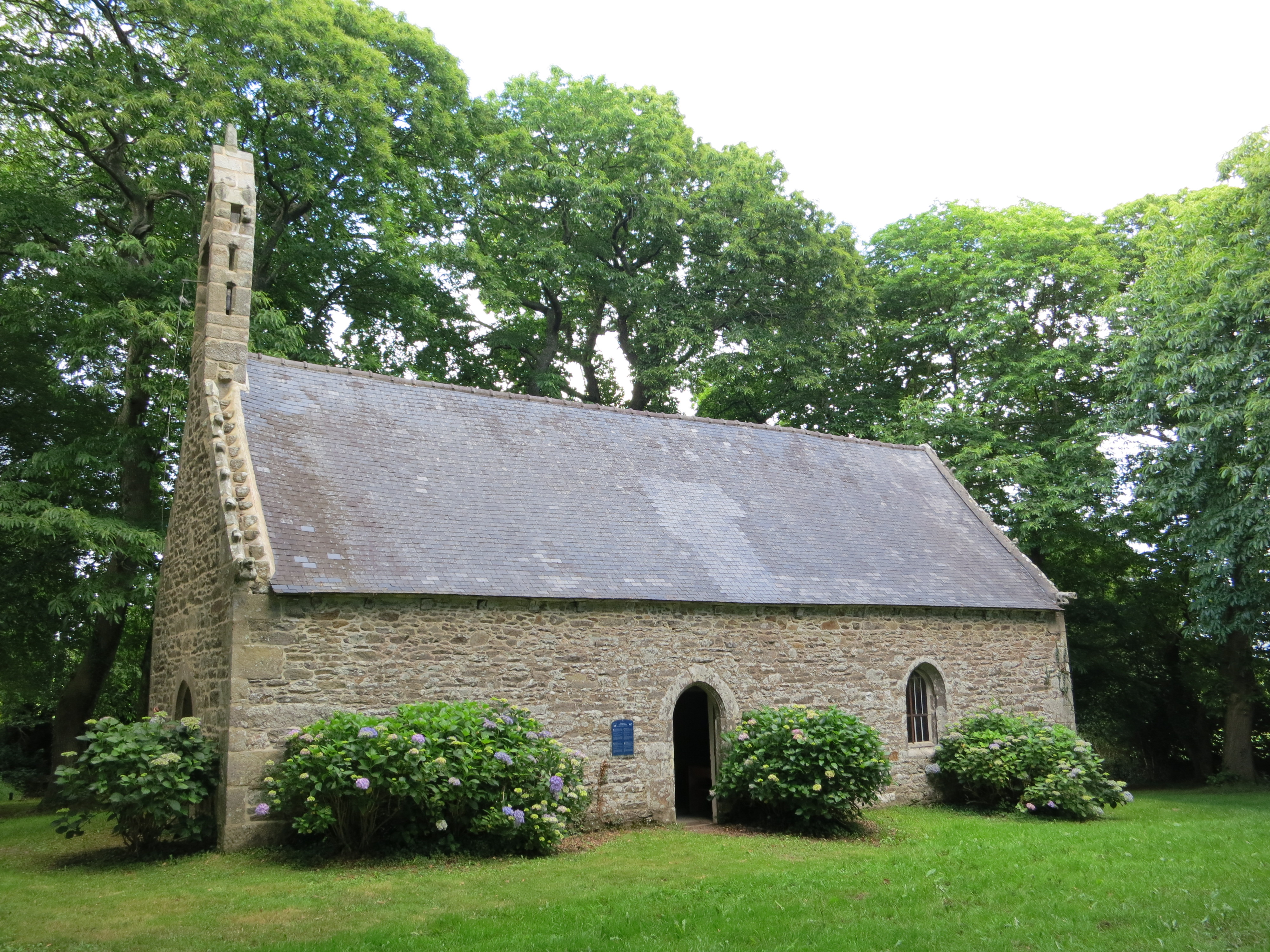
Часовня Св. Тудвала